# Malužiná
Malužiná je obec na Slovensku v okrese Liptovský Mikuláš.

## Poloha
Horská obec se nachází v jižní části horního Liptova, v Bocianské dolině, na styku Ďumbierských a Kráľovohoľských Tater. V Malužiné se setkávají Bocianská a Malužinská Dolina, kterými protékají potoky Boca a Malužiná. Obcí také vede silnice č. I/72, spojující Liptov s Horehroním přes horské sedlo Čertovica.

## Dějiny
Vznikla jako důlní obec hrádeckého panství v druhé polovině 18. století, měděný hamr zde byl postaven v roce 1771 a zanikl v roce 1860. V obci fungovala do roku 1885 i sklářská huť. 
V obci je římskokatolický kostel povýšení sv. Kříže z roku 1816, postavený v klasicistním slohu a obnovený v roce 1871.

## Galerie

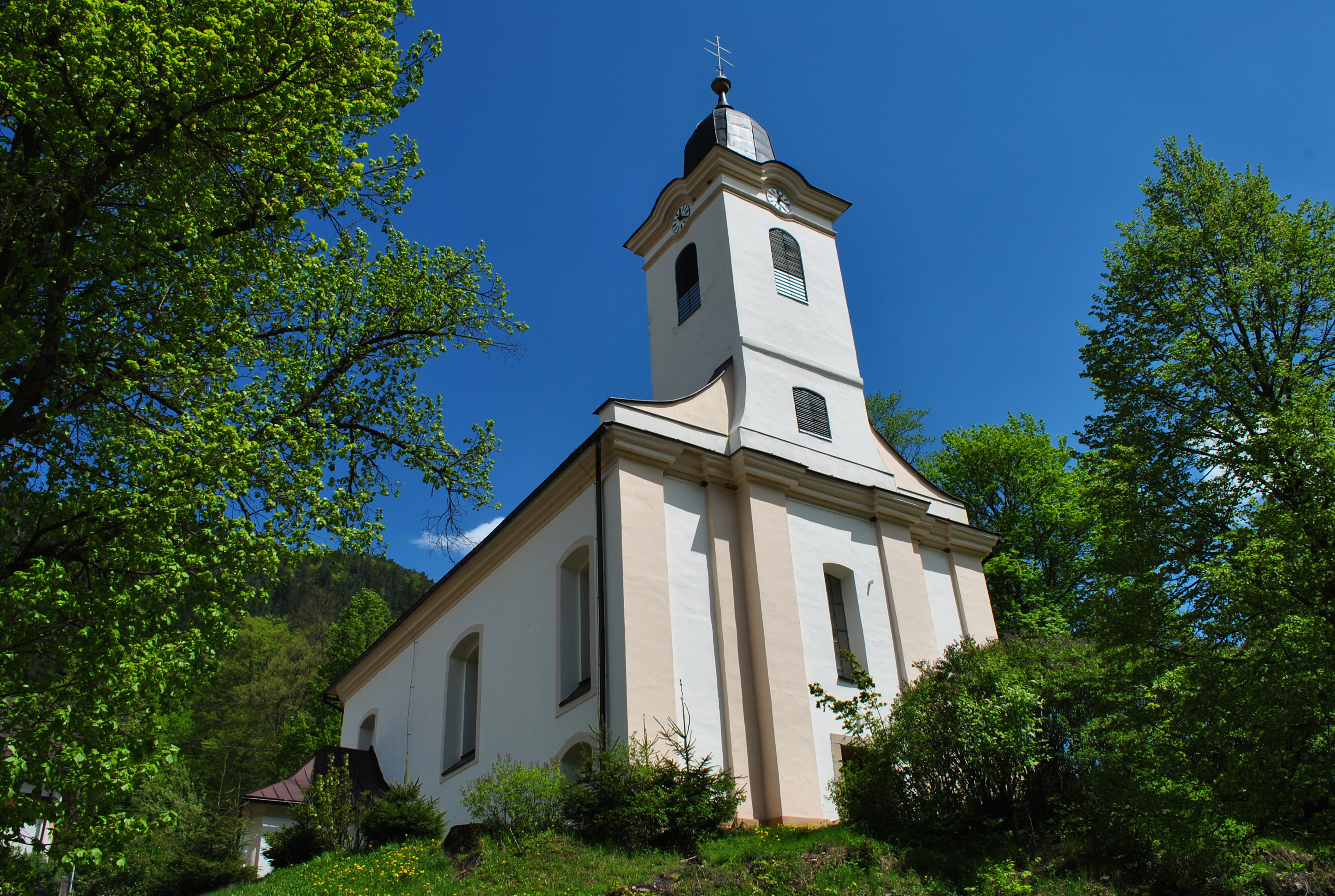
Malužiná - římskokatolický kostel povýšení sv. Kříže z roku 1816
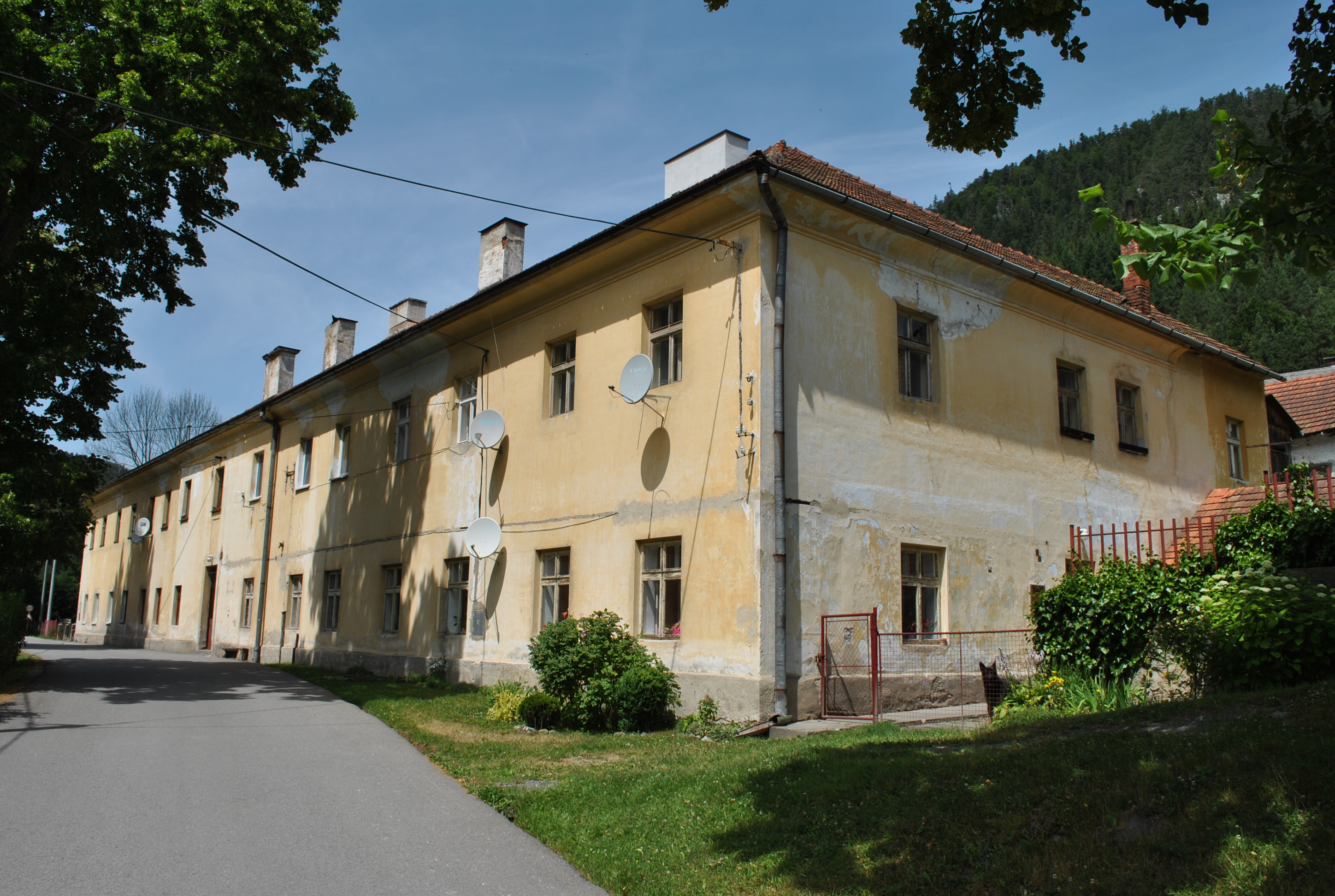
Malužiná - budova komorského úřadu
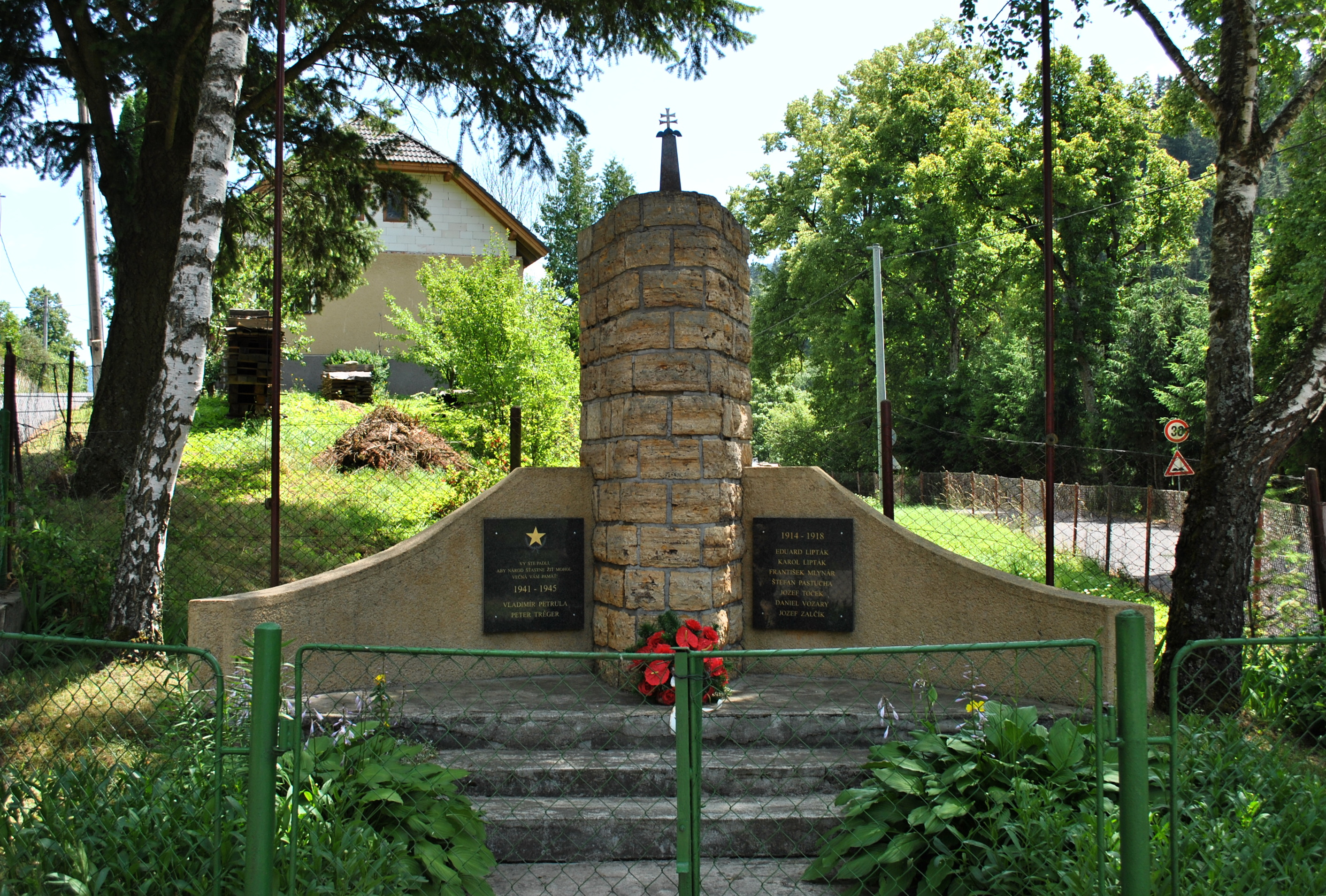
Malužiná - pomník padlým v 1. a 2. světové válce
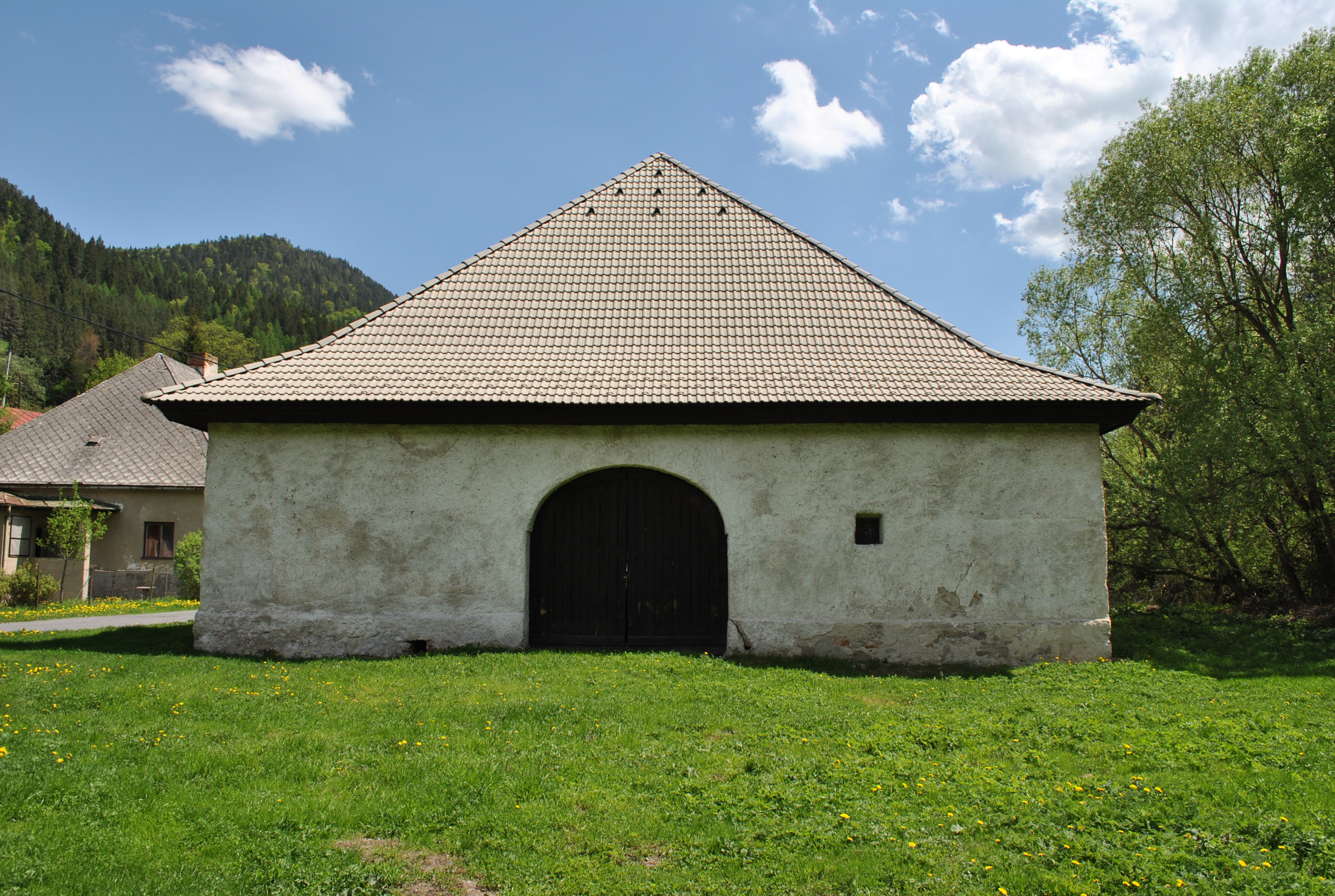
Malužiná - vozovna ze začátku 19. století